# Charles-Arthur Gauthier
Pour l’article homonyme, voir Gauthier.
Charles-Arthur Gauthier (12 mai 1913 - 12 mai 1997) est un entrepreneur, marchand et homme politique fédéral et municipal du Québec.

## Biographie
Né à Mistassini dans la région du Saguenay–Lac-Saint-Jean, il devient député du Parti Crédit social du Canada dans la circonscription fédérale de Roberval en 1962. Réélu en 1963, 1965, 1968, 1972, 1974 et en 1979, il fut défait en 1980. 
En 1978, il remplace Gilles Caouette à titre de chef intérimaire du Crédit social, avant d'être à son tour remplacé par Lorne Reznowski (en). Il redevient chef intérimaire en 1979 avant d'être remplacé par Fabien Roy.
Sur la scène municipale, il a servi pendant 8 ans comme échevin et 2 ans comme maire de la municipalité de Mistassini.